# Agryppa (mitologia)
Agryppa – w mitologii rzymskiej król miasta Alba Longa, syn Tiberinusa, jednego z potomków Askaniusza. Ojciec Alladesa. Przypisuje mu się zbudowanie Forum Holitorium.